# Rudkøbing Kommune
Rudkøbing Kommune i Fyns Amt blev dannet ved kommunalreformen i 1970. Ved strukturreformen i 2007 indgik den i Langeland Kommune sammen med Sydlangeland Kommune og Tranekær Kommune.
Kommunen lå midt på Langeland og omfattede også øen Strynø. 

## Tidligere kommuner
Rudkøbing havde været købstad, men det begreb mistede sin betydning ved kommunalreformen. 4 sognekommuner blev inden reformen lagt sammen med Rudkøbing købstad til Rudkøbing Kommune:
| Kommune             | Folketal september 1965 | Byer       |
| ------------------- | ----------------------- | ---------- |
| Rudkøbing           | 4.204                   | Rudkøbing  |
| Longelse-Fuglsbølle | 1.306                   | Spodsbjerg |
| Simmerbølle         | 778                     |            |
| Skrøbelev           | 838                     |            |
| Strynø              | 370                     |            |
| I alt               | 7.496                   |            |

## Sogne
Rudkøbing Kommune bestod af følgende sogne:
- Fuglsbølle Sogn (Langelands Sønder Herred)
- Longelse Sogn (Langelands Sønder Herred)
- Rudkøbing Sogn (Langelands Nørre Herred)
- Simmerbølle Sogn (Langelands Nørre Herred)
- Skrøbelev Sogn (Langelands Nørre Herred)
- Strynø Sogn (Sunds Herred)

## Borgmestre[2]
| Periode   | Navn                | Parti             |
| --------- | ------------------- | ----------------- |
| 1970-1978 | Svend Nielsson      | Socialdemokratiet |
| 1978-1986 | Axel Rasmussen      | Venstre           |
| 1986-2002 | Tonny Juul Pedersen | Socialdemokratiet |
| 2002-2006 | Johan Norden        | Socialdemokratiet |